# Водіння в нетверезому стані

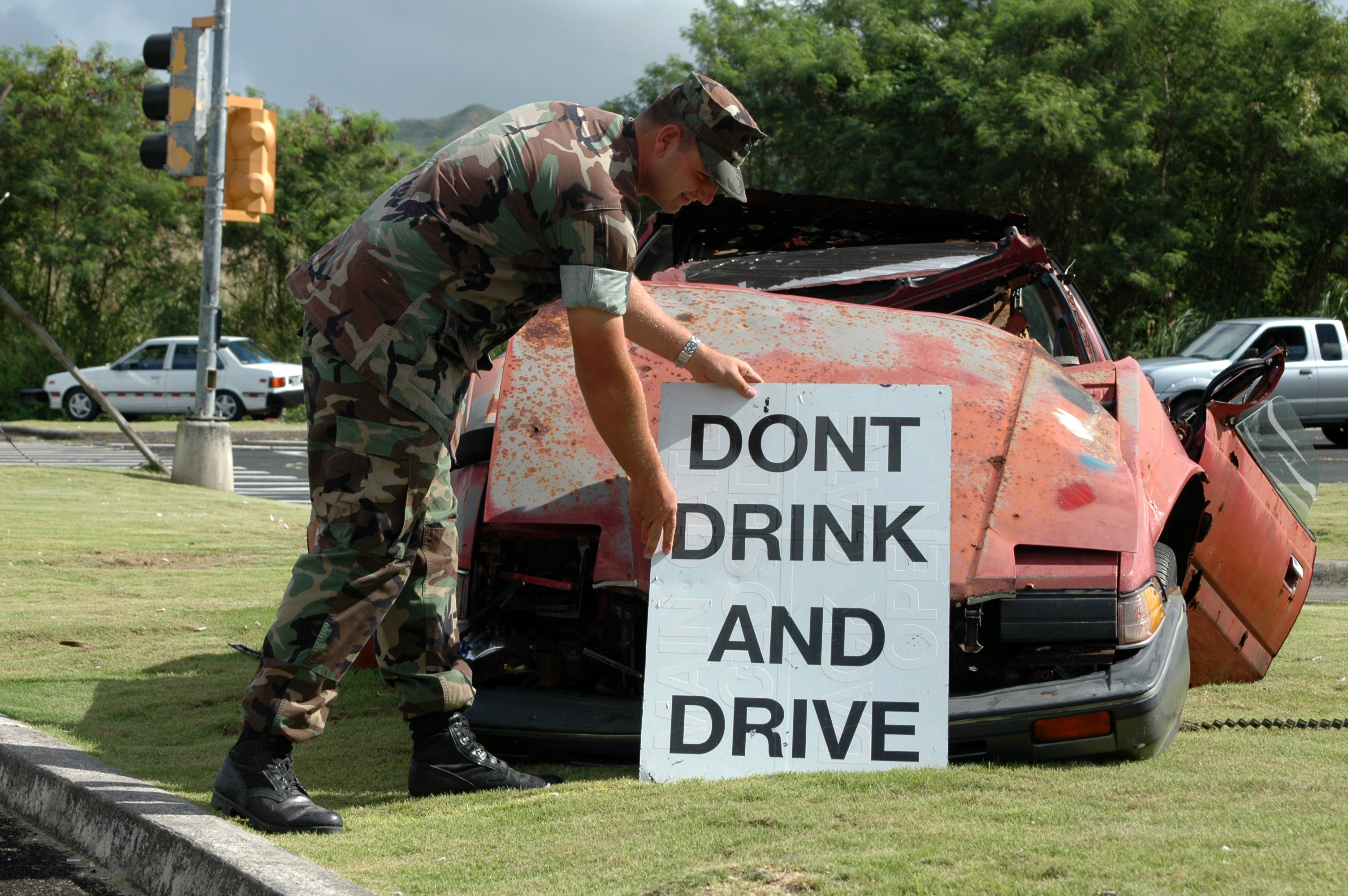
Перед розбитим авто встановлюють табличку «Не сідай за кермо в стані алкогольного сп'яніння», щоб запобігти водінню в нездоровому стані

Водіння в нетверезому стані (ВНС) — це порушення, пов'язане з керуванням транспортним засобом або керуванням ним у стані алкогольного або наркотичного сп'яніння (включаючи рекреаційні наркотики та ті, які призначаються лікарями) до рівня, який робить водія нездатним керувати автомобілем безпечно. Кілька інших термінів використовуються для правопорушення в різних юрисдикціях.

## Термінологія
Назва правопорушення різниться залежно від юрисдикції та від юридичної до розмовної термінології. У різних юрисдикціях правопорушення називають керуванням у нетверезому стані, керуванням у нетверезому стані, керуванням транспортним засобом у нетверезому стані, керуванням у нетверезому стані, керуванням у нетверезому стані, керуванням транспортним засобом у нетверезому стані та водіння в нетверезому стані (Великобританія/Ірландія).
У Сполучених Штатах конкретне кримінальне правопорушення зазвичай називається керуванням автомобілем у нетверезому стані, але штати можуть використовувати інші назви злочину, зокрема «водіння в нетверезому стані», «керування в стані алкогольного сп'яніння» або «керування в стані алкогольного сп'яніння» " та «керування транспортним засобом у нетверезому стані». Такі закони можуть також поширюватися на човни або пілотування літаків. Транспортні засоби можуть включати сільськогосподарську техніку та кінні екіпажі, а також велосипеди. Інші поширені терміни для опису цих правопорушень включають водіння в нетверезому стані, водіння в нетверезому стані, водіння в нетверезому стані, керування автомобілем у стані алкогольного сп'яніння або «перевищення встановленого ліміту».

## Алкоголь

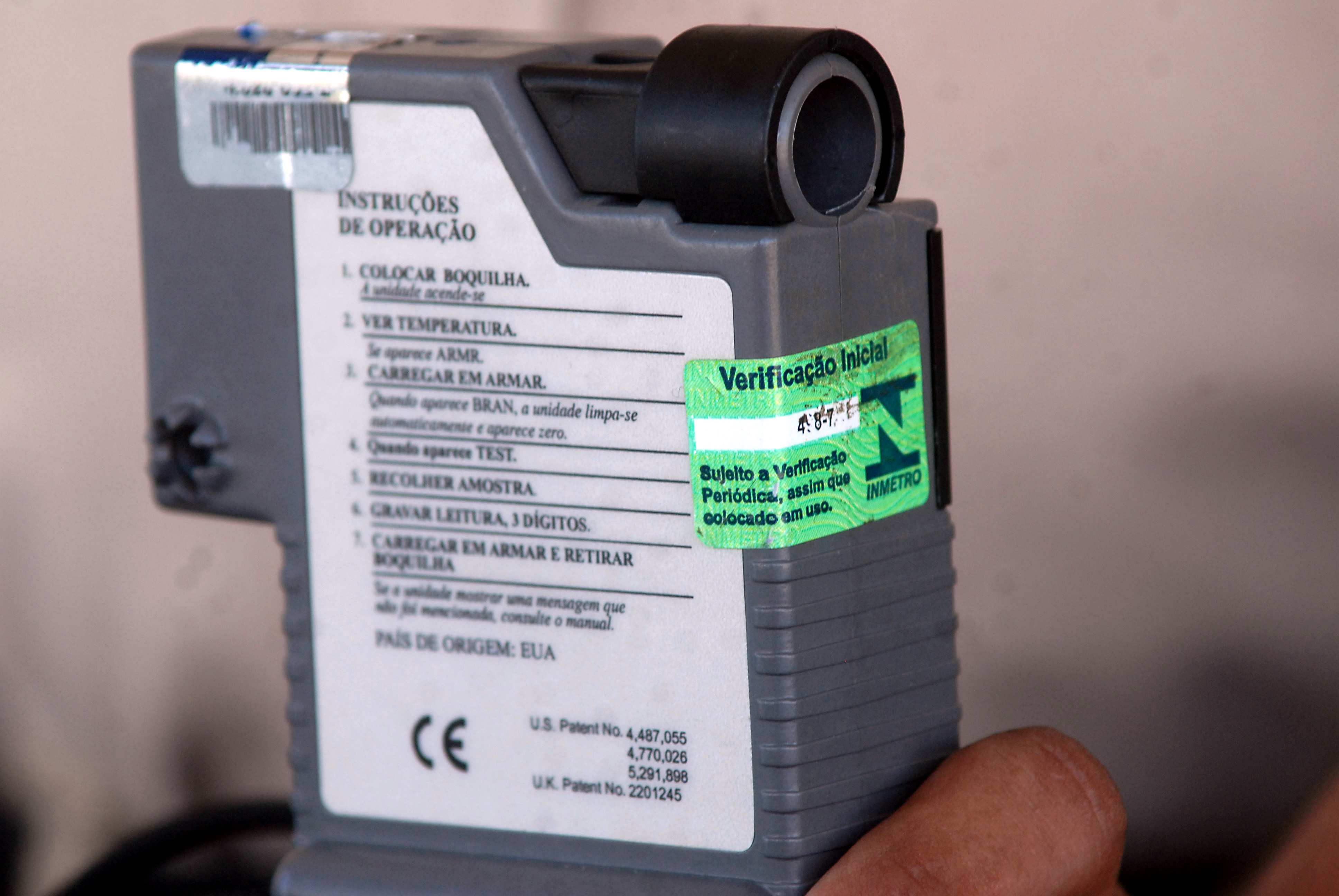
Алкотестер для правоохоронних органів, зокрема Alco-Sensor IV

Під час вживання алкоголю рівень сп'яніння п'яного водія зазвичай визначається вимірюванням вмісту алкоголю в крові blood alcohol content; але це також можна виразити як вимірювання дихального тесту, який часто називають BrAC. Вимірювання BAC або BrAC, що перевищує певний пороговий рівень, наприклад 0,08 %, визначає кримінальне правопорушення без необхідності доводити порушення. У деяких юрисдикціях існує категорія злочину при обтяжуючих обставинах із вищим рівнем BAC, наприклад 0,12 %, 0,15 % або 0,25 %. У багатьох юрисдикціях поліцейські можуть проводити польові перевірки підозрюваних на наявність ознак сп'яніння. Законний ліміт у Флориді становить 0,08 %. У американському штаті Колорадо встановлено максимальний вміст ТГК у крові водіїв, які вживали марихуану, але його було важко забезпечити.